# Адамов Леонард Ілларіонович
Леона́рд Ілларіо́нович Ада́мов (рос. Леонард Илларионович Адамов, нар. 10 березня 1941, Одеса — пом. 9 листопада 1977, Мінськ) — радянський футболіст, нападник. По завершенні ігрової кар'єри — футбольний тренер.
Як гравець насамперед відомий виступами за «Динамо» (Мінськ), а також національну збірну СРСР.

## Клубна кар'єра
У дорослому футболі дебютував 1960 року виступами за «Спартак» (Москва), в якому провів два сезони, взявши участь у 30 матчах чемпіонату. За цей час виборов титул чемпіона СРСР.
З 1963 року перейшов до клубу «Динамо» (Мінськ), за який відіграв вісім сезонів. Більшість часу, проведеного у складі мінського «Динамо», був основним гравцем атакувальної ланки команди. Завершив професійну кар'єру футболіста виступами за команду «Динамо» (Мінськ) у 1970 році

## Виступи за збірну
З 1965 року провів один матч у складі національної збірної СРСР.

## Кар'єра тренера
Розпочав тренерську кар'єру невдовзі по завершенні кар'єри гравця, 1971 року, очоливши тренерський штаб клубу «Гомсельмаш», в якому Леонард Адамов працював до 1972 року..
З 1974 року працював у тренерському штабі «Динамо» (Мінськ).
9 листопада 1977 року на 37-му році життя в Мінську вчинив самогубство, заставши дружину в своїй квартирі з іншими чоловіками. Похований на Чіжовскому кладовищі в Мінську.

## Титули і досягнення
- Чемпіон СРСР (1):

«Спартак» (Москва): 1962